# チャールズ・ストラウス
チャールズ・ストラウス（Charles Strouse、1928年6月7日 - 2025年5月15日）は、『バイ・バイ・バーディー』、『アプローズ (喝采)』、『アニー』などのブロードウェイ・ミュージカルに音楽を作曲したことで最もよく知られているアメリカの作曲家であり、作詞家。

## 人生とキャリア
ストラウスはニューヨークにて、タバコ事業に従事していたアイラ・ストラウスとエセル（ニー・ニューマン）というユダヤ人の両親の間に生まれた。イーストマン音楽学校の卒業生である彼は、アーサー・バーガー、デイヴィッド・ダイアモンド、アーロン・コープランド、ナディア・ブーランジェの下で学んだ。
ストラウスが最初に手掛けたブロードウェイ・ミュージカルは『バイ・バイ・バーディー』で、リー・アダムズが歌詞を担当し、1960年に初演となった。それからというもの、アダムズは彼の長年の協力者となっていった。この公演では、ストラウスがベスト・ミュージカルのカテゴリーで自身初のトニー賞を受賞した。
ストラウスの次の舞台は『オール・アメリカン』（1962年）で、メル・ブルックスが脚本、アダムズが歌詞を担当し、80回の上演で終了したが、成功には至らなかった。しかしながら、スタンダードとなる「ワンス・アポン・ア・タイム」（ペリー・コモ、エディ・フィッシャー、アル・マルティーノ、トニー・ベネット、フランク・シナトラ、ボビー・ダーリン、その他多くの歌手が録音）を生み出した。
これに続いたのは、568回上演されたサミー・デイヴィスJr.が主演する『ゴールデン・ボーイ』（1964年、同じくアダムズと共同）であった。ミュージカル『鳥か? 飛行機か? いや、スーパーマンだ!』（1966年、人気コミックのストリップに基づく）は、129回の上演後に幕を閉じたが、リンダ・ラヴィンが歌った曲「You've Got Possibilities」を広く知らしめた。そのテーマは、ワシントンD.C.のテレビ局「WTOP（現在のWUSA）」によってニュース放送のためにも採用されている。
1970年、『アプローズ (喝采)』（ローレン・バコール主演、ベティ・カムデンとアドルフ・グリーン脚本、アダムズ歌詞）で、ストラウス2度目となるトニー賞のベスト・ミュージカル賞を獲得した。1977年、ストラウスは舞台に別のコミック・ストリップを適応させ、ヒット作『アニー』を作り出した。ここからは「Tomorrow」が「怪物級のソング・ヒット」となり、3回目のトニー賞と2つのグラミー賞を獲得した。
その他のストラウスのミュージカルには、『Charlie and Algernon』（1979年）、『Dance a Little Closer』（1983年、アラン・ジェイ・ラーナーの歌詞。1回上演で終了）、『Rags』（1986年、4回の上演と18回のプレビューの後に終幕）、『Nick & Nora』（1993年、9回上演の後に終幕）、『An American Tragedy』（1995年、デヴィッド・シェイバーによる歌詞、ミューレンバーグ・カレッジで上演された）がある。
ストラウスは音楽レヴューも書いており、多くはアダムズとともに、彼の歌がレヴューで披露された。レヴューには、『Shoestring Revue』（アダムズ、マイケル・スチュワートと。1955年のオフ・ブロードウェイにて）、『Medium Rare』（アダムズと。1960年のシカゴにて）、『By Strouse』（1978年、オフ・ブロードウェイのボールルームにて）、『Upstairs At O'Neals』（1982年、ナイトクラブ・レヴュー）、『Can't Stop Dancin』（1994年、メアリーモント劇場）、『A Lot Of Living!』（1996年、レインボー・アンド・スターズにてバーバラ・サイマンが考案および監督）が含まれている。
ストラウスは、1987年にHBOで放映されたアニメーション・スペシャル『ワニのライル、動物園をにげだす』の音楽と歌詞を書いた。彼の映画のスコアには、『俺たちに明日はない』（1967年）、『大脱獄』（1970年、ヘンリー・フォンダ、カーク・ダグラス共演）、ノーマン・リア制作の『The Night They Raided Minsky's』（1968年、アダムズと共作）、そして人気のアニメーション映画『天国から来たわんちゃん』（1989年）がある。彼とアダムズはまた、ノーマン・リアのテレビ番組『オール・イン・ザ・ファミリー』のテーマ・ソング「Those Were the Days」を書いた。ストラウスの歌は彼のキャリアを通じてラジオで聞かれ、ガール・バンド・ポップスからヒップホップまでの範囲にわたり携わってきた。1958年、彼の歌「Born Too Late」はビルボード・チャートで7位を記録。1999年には、ジェイ・Zによる4×プラチナとなった「Hard Knock Life (Ghetto Anthem)」（『アニー』からの「It's The Hard Nock Life」をサンプリング）が、グラミー賞のベスト・ラップ・アルバム・オブ・ザ・イヤーとR&Bアルバム・オブ・ザ・イヤーを受賞した。
ストラウスの作品は、オーケストラ作品、室内楽、ピアノ協奏曲、オペラにも及ぶ。2002年に9/11とニューヨークの精神を記憶するために作曲された彼の『協奏曲アメリカ』は、2002年にボストン・ポップスによって初演され、彼のオペラ『Nightingale』（1982年）はサラ・ブライトマン主演でロンドンにおいて成功を果たし、その後に多くの作品が続いた。1977年、ストラウスはニューヨークにASCAPミュージカル・シアター・ワークショップを設立。そこでは、多くの若い作曲家や作詞家が自身の作品のためのフォーラムを見出だした。
パディ・チャイエフスキーの映画でジョン・C・ライリー主演の『マーティ』の音楽舞台版が、リー・アダムズの歌詞とストラウスとルパート・ホームズの脚本で、2002年10月にボストンのハンティントン・シアターにて初演された。ストラウスが音楽と歌詞を書いた『Real Men』が、2005年1月にフロリダ州マイアミのココナッツ・グローヴ・プレイハウスで初演され、彼のミュージカル『Studio』が、2006年8月にシアター・ビルディング・シカゴにて初演された。ストラウスの音楽、ボブ・マーティンの脚本、そしてスーザン・バーケンヘッドによる歌詞（映画『The Night They Raided Minsky's』に大まかに基づいている）によるミュージカル『Minsky's』は、2009年1月にアーマンソン劇場で初演された。
ストラウスは、『バイ・バイ・バーディー』と『アニー』のテレビ版の音楽でエミー賞を受賞した。また、1999年のASCAP財団リチャード・ロジャース賞とオスカー・ハマースタイン賞の受賞者にもなっている。また、アメリカ劇場の殿堂（2001年）とソングライターの殿堂のメンバーとなっている。
ストラウスは、2023年2月16日に亡くなるまで、監督振付師のバーバラ・サイマンと結婚していた。彼らにはベンジャミン、ニコラス、ヴィクトリア、ウィリアムという4人の子供がいた。
ストラウスは、2011年10月8日に行われた宗教からの自由財団（Freedom From Religion Foundation）の第34回年次全国大会にて、皇帝は裸賞（Emperor Has No Clothes Award）を受賞した。この賞は「宗教に対する反対を表明した公人のために用意されている」。
2025年5月15日、ニューヨークの自宅で死去。96歳没。

## ミュージカル
- A Pound in Your Pocket (1959年; Palm Beach, Florida)[30]
- 『バイ・バイ・バーディー』 - Bye Bye Birdie (1960年)
- 『オール・アメリカン』 - All American (1962年)
- 『ゴールデン・ボーイ』 - Golden Boy (1964年)
- 『鳥か? 飛行機か? いや、スーパーマンだ!』 - It's a Bird, It's a Plane, It's Superman (1966年)
- 『アプローズ (喝采)』 - Applause (1970年)
- Six (1971年、Off-Broadway)[31]
- I and Albert (1972年、London)[32]
- 『アニー』 - Annie (1977年)
- A Broadway Musical (1978年)
- Charlie and Algernon (1979年、ロンドンにて『Flowers for Algernon』として、1981年)
- Bring Back Birdie (1981年)
- Nightingale (1982年; この作品はオペラとしてよく知られている)
- Dance a Little Closer (1983年)
- Mayor (1985年、オフ・ブロードウェイ)
- Rags (1986年)
- Lyle, Lyle, Crocodile (1988年; ニューヨーク州オールバニ)[33]
- Annie 2: Miss Hannigan's Revenge (1989年、ワシントンD.C.)[34]
- Charlotte's Web (1989年; デラウェア州ウィルミントン)
- Nick & Nora (1991年)
- Annie Warbucks (1993年、オフ・ブロードウェイ)
- Bojangles (1993年; バージニア州リッチモンド)[35]
- An American Tragedy (1995年、ミューレンバーグ・カレッジ、2010年)[36]
- Alexander and the Terrible, Horrible, No Good, Very Bad Day (1998年)
- Marty (2002年、ボストン)[19]
- The Future of the American Musical Theater (2004年 オペラ、イーストマン音楽学校)[37]
- Real Men (2005年、マイアミ)
- Studio (2006年、シカゴ)
- Minsky's (2009年、ロサンゼルス)
- Martin: A New American Musical (2011年、マイアミ)[38]

## 映画スコア
- 『俺たちに明日はない』 - Bonnie and Clyde (1967年)[39]
- The Night They Raided Minsky's (1968年)[40]
- 『大脱獄』 - There Was a Crooked Man... (1970年)[41]
- Just Tell Me What You Want (1980年)[42]
- 『アニー』 - Annie (1982年)[43]
- The Worst Witch (1986年)[44]
- 『イシュタール』 - Ishtar (1987年)[45]
- 『天国から来たわんちゃん』 - All Dogs Go to Heaven (1989年) ※歌曲のみ[46]
- 『アレクサンダーの、ヒドクて、ヒサンで、サイテー、サイアクな日』 - Alexander and the Terrible, Horrible, No Good, Very Bad Day (1990年)[47]

## 受賞歴
- 1961年 トニー賞 ベスト・ミュージカル (『バイ・バイ・バーディー』、受賞)
- 1965年 トニー賞 ベスト・ミュージカル (『ゴールデン・ボーイ』、候補)
- 1970年 トニー賞 ベスト・ミュージカル (『アプローズ (喝采)』、受賞)
- 1977年 トニー賞 ベスト・オリジナル・スコア (『アニー』、受賞)
- 1977年 ドラマ・デスク賞 優秀音楽賞 (『アニー』、候補)
- 1981年 トニー賞 ベスト・オリジナル・スコア (Charlie and Algernon、候補)
- 1986年 ドラマ・デスク賞 優秀音楽賞 (Mayor、候補)
- 1987年 トニー賞 ベスト・オリジナル・スコア (Rags、候補)[48]
- 1987年 ドラマ・デスク賞 優秀音楽賞 (Rags、候補)[48]
- 1992年 トニー賞 ベスト・オリジナル・スコア (Nick & Nora、候補)[49]
- 2012年 ロチェスター (ニューヨーク州) 音楽の殿堂 (生涯作品)
- 2013年 ファイヴ・タウンズ・カレッジが、チャールズ・ストラウス音楽学校と名付けられる